# 터널 (2016년 대한민국 영화)
《터널》은 2016년에 개봉한 대한민국의 재난 영화이다. 김성훈 감독의 연출작으로 하정우, 배두나, 오달수가 출연한다. 원작은 소재원 작가의 소설 《터널 - 우리는 얼굴 없는 살인자였다》로 무너진 터널 안에 홀로 갇힌 한 남자의 생존기와 그를 구출하기 위한 사람들의 이야기를 다룬다.

## 줄거리
자동차 영업대리점의 과장 정수(하정우), 큰 계약 건을 앞두고 들뜬 기분으로 집으로 가던 중 갑자기 무너져 내린 터널 안에 홀로 갇히고 만다. 눈에 보이는 것은 거대한 콘크리트 잔해뿐. 그가 가진 것은 78% 남은 배터리의 휴대폰과 생수 두 병, 그리고 딸의 생일 케이크가 전부다.

## 제작
영화를 관람한 관객들 사이에서는 2014년에 발생했던 세월호 침몰 사고가 연상됐다는 평이 다수를 이뤘다. 그러나 영화는 세월호 사고 이전에 발간된 원작소설을 바탕으로 제작됐다. 김성훈 감독은 인터뷰를 통해 "그건(세월호 사고) 너무나 큰 아픔이었고 제작진 또한 많이 아팠다. 그 슬픔이 아직까지 유효하기 때문에 재난소재의 영화를 만들 때 세월호라는 사건을 생각 안 할 수가 없었고, 오히려 그 기억을 배제하고 찍는 것이 불가능하지 않았나 생각이 들었다"고 밝혔다. 한편으로는 "하나의 사건에 집중한다기 보다는 재난에 준하는 엄청난 사건이 일어나고, 그로 인해 작동해야 할 시스템이 붕괴된 이후의 보편적인 상황"과 그 안에 갇힌 어떤 한 남자를 통해 "생명에 대한 존엄 같은 것들을 말하고 싶었다"고 말했다.

## 캐스팅
- 하정우 : 이정수 역
- 배두나 : 세현 역
- 오달수 : 김대경 역
- 신정근 : 강 단장 역
- 정석용 : 최 반장 역
- 박혁권 : 정부 관료 역
- 남지현 : 미나 역
- 조현철 : 막내대원 역
- 유승목 : 조양철 기자 역
- 이철민 : 장은준 시추장 역
- 박진우 : 보좌관 역
- 예수정 : 노모 역
- 이한서 : 수진 역
- 하덕성 : 하도시장 역
- 서현우 : SNC 동료기자 역
- 한성천 : 드론 기술자 역
- 이창직 : 고참 인부 역
- 안현빈 : 신참 인부 역
- 강신철 : 상황 대원 역
- 진용욱 : 건설 관계자 A 역
- 이동용 : 건설 관계자 B 역
- 주석태 : 도로공사 직원 역
- 권혁훈 : 환풍기 관계자 역
- 임형태 : 주유원 할아버지 역
- 안세호 : 시추 팀원 역
- 진선규 : 장비 책임자 역
- 윤돈선 : 통합관제센터 윤계장 역
- 김승훈 : 공청회 진행자 역
- 정승길 : 공청회 참석자 A 역
- 김수진 : 공청회 참석자 B 역
- 고정일 : 토론회 패널 역
- 김성규 : 시민 단체 3 역
- 이상희 : 119 간부 목소리 역
- 정민희 : 친정엄마 (목소리) 역
- 서재현 : 마트 뉴스 앵커 (목소리) 역
- 최두선 : 기상캐스터 (목소리) 역
- 양지수 : 이정수 대역
- 성병숙 : 세현 모 (목소리) 역 (특별출연)
- 김해숙 : 김영자 장관 역 (특별출연)
- 김종수 : 시추 간부 역 (특별출연)
- 이동진 : 라디오 DJ 역 (특별출연)
- 황병국 : 주유소 사장 역 (특별출연)
- 최귀화 : 제2터널관계자 역 (특별출연)
- 배유람 : 출동 119대원 역 (특별출연)
- 김선경 : 식당주인 역 (특별출연)

## 설정
- 하도시: 서울 주변에 지어지고 있는 신도시다. 경기도 하도시다.
- 하도터널: 하도1터널과 공사중인 하도2터널이 나온다.
- 하도소방서: 경기도 하도시에 위치하고 있다.
- SNC 방송국(영어: SNC Broadcasting): 대한민국 서울특별시 영등포구 여의도동에 위치한 빌딩이며 영화 터널에 나온다. 영화 더 테러 라이브에도 자주 나왔다.

## 수상
- 2016년 제36회 한국영화평론가협회상 10대 영화상